# Barbie Explorer
Barbie Explorer è un videogioco per bambine pubblicato nel 2001 per PlayStation ed ispirato alla celebre bambola Barbie. Il videogioco è stato sviluppato dalla Runecraft e pubblicato dalla Vivendi Universal Games